# Sobekemsaf
Pour les articles homonymes, voir Sobekemsaf (homonymie).
Sobekemsaf (Sobek est sa protection) - nom masculin pour les Égyptiens - est l'épouse du roi de Thèbes Antef VII (XVIIe dynastie). Elle est enterrée à Edfou, d'où elle était originaire. On y a retrouvé plusieurs monuments à son nom. 
Elle symbolise l'alliance entre les princes de Thèbes et d'Edfou. Grande épouse royale à Thèbes, elle porte sur les stèles d'Edfou les titres de sœur de roi, fille de roi, petite-fille de roi.
La tradition la considère comme une ancêtre de la XVIIIe dynastie.